# Andreas Harrysson
Andreas Harrysson (Målilla, 3 juni 1975) is een Zweeds darter die uitkomt voor de WDF en de PDC.

## Carrière
In 2016 won Harrysson de Nordic Cup Men Singles. Hij speelde ook voor het eerst op de WDF Europe Cup en bereikte de halve finale, waarin hij verloor van Jim Williams.
In 2017 werd Andreas voor het eerst Zweeds kampioen.
In 2018 verdedigde Harrysson de Zweedse titel en won hij ook de WDF Finnish Masters en WDF Europe Cup Men Teams, evenals de Nordic Cup Pairs.
Harrysson voegde in 2019 een derde opeenvolgende Zweedse titel toe, waarmee hij zich aansloot bij spelers als Stefan Lord en Magnus Caris die de titel drie keer wonnen. In september kwalificeerde hij zich voor het BDO World Darts Championship 2020 als de Baltic & Scandinavian Qualifier.
Op Lakeside maakte Harrysson zijn eerste verschijning in een op televisie uitgezonden evenement. Op het BDO World Darts Championship 2020, live uitgezonden op Eurosport, won Harrysson zijn voorronde met 3-2 in sets tegen de World Masters 2019 kampioen John O'Shea, voordat hij in de eerste ronde verloor van de nummer één Wesley Harms met 3-2 in sets. Harrysson maakte zijn PDC-debuut in oktober 2020 op de International Darts Open 2020, nadat hij zich had gekwalificeerd via de Nordic & Baltic qualifier. Hij versloeg Benito van de Pas in de eerste ronde voordat hij in de tweede ronde verloor van James Wade.
Harrysson maakte zijn tweede optreden op de PDC Euro Tour op de Gibraltar Darts Trophy 2021. Hij won zijn eerste wedstrijd tegen Keane Barry, voordat hij in de tweede ronde verloor van Danny Noppert.
In juni 2023 deed Harrysson voor het eerst mee aan de World Series of Darts. Op de Nordic Darts Masters 2023 verloor hij in de eerste ronde van Michael van Gerwen. In december 2023 gooide Harrysson een 9-darter in een beslissende leg in een 4-3 overwinning tegen Andreas Toft-Jørgensen in de MODUS Super Series.
Harrysson maakte zijn derde verschijning op de European Tour op de Belgian Darts Open 2024. Hij versloeg Gian van Veen met 6-1 in de eerste ronde met een gemiddelde van 107,27. In de tweede ronde verloor hij van Gary Anderson met 6-5.
In maart 2024, in Groep A Sessie 1 van Week 5 van de MODUS Super Series 7, noteerde Harryson een gemiddelde van 117,88 in een 4–0 overwinning op Michael Burgoine. Harrysson volgde dit op met het winnen van het evenement en werd de tweede speler in de geschiedenis die drie wekelijkse MODUS Super Series-evenementen won. Door het evenement te winnen kwalificeerde hij zich voor de MODUS Super Series Champions Week. Harrysson trok zich terug uit de Nordic Cup om deel te nemen aan de Champions Week.
In mei 2024 won Harrysson de MODUS Super Series 7 Champions Week. Hij versloeg Cameron Crabtree met 4-3 in de finale. Harrysson ontving £ 25.000 aan prijzengeld voor zijn overwinning.
In september 2024 nam Harrysson deel aan de MODUS Super Series 9 week 2. Hij kwalificeerde zich voor de laatste dag door groep A te winnen en pakte uiteindelijk de titel van week 2, waarmee hij zich kwalificeerde voor de MODUS Super Series 9 Champions week. Ook in september pakte Harrysson drie gouden medailles met het Zweedse team op de WDF Europe Cup. Hij won het koppelevenement met Johan Engström, het teamevenement en het algemene evenement voor mannen.

## Resultaten op wereldkampioenschappen

### BDO
- 2020: Laatste 32 (verloren van Wesley Harms met 2–3)

### WDF
- 2022: Laatste 48 (verloren van László Kádár met 1–2)